# Guatlla pintada de Worcester
La guatlla pintada de Worcester (Turnix worcesteri) és una espècie d'ocell de la família dels turnícids (Turnicidae) que habita les praderies del nord de Luzon, a les Filipines.